# Red Dot Design Award

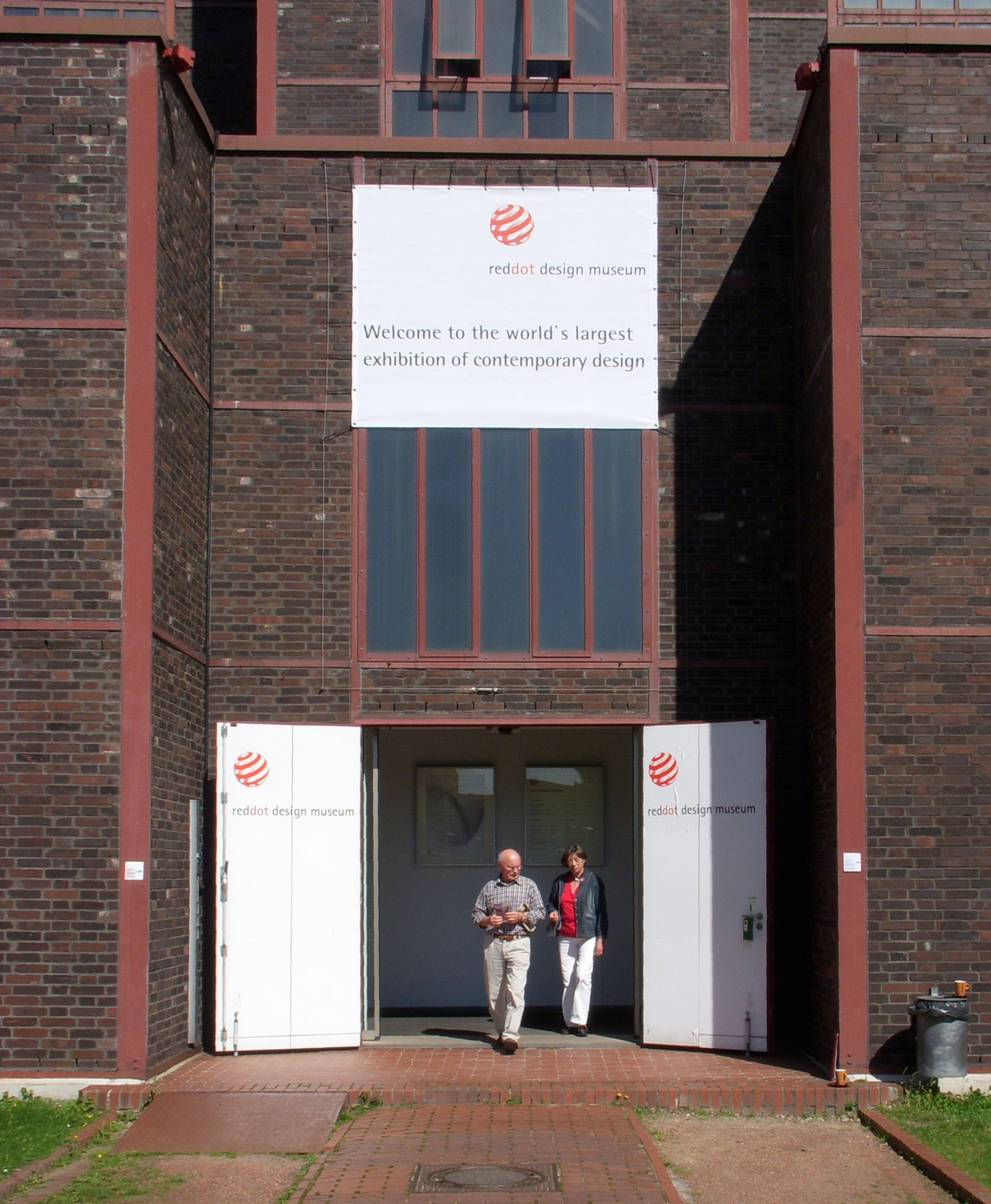
Entré till Red Dot Design Museum.

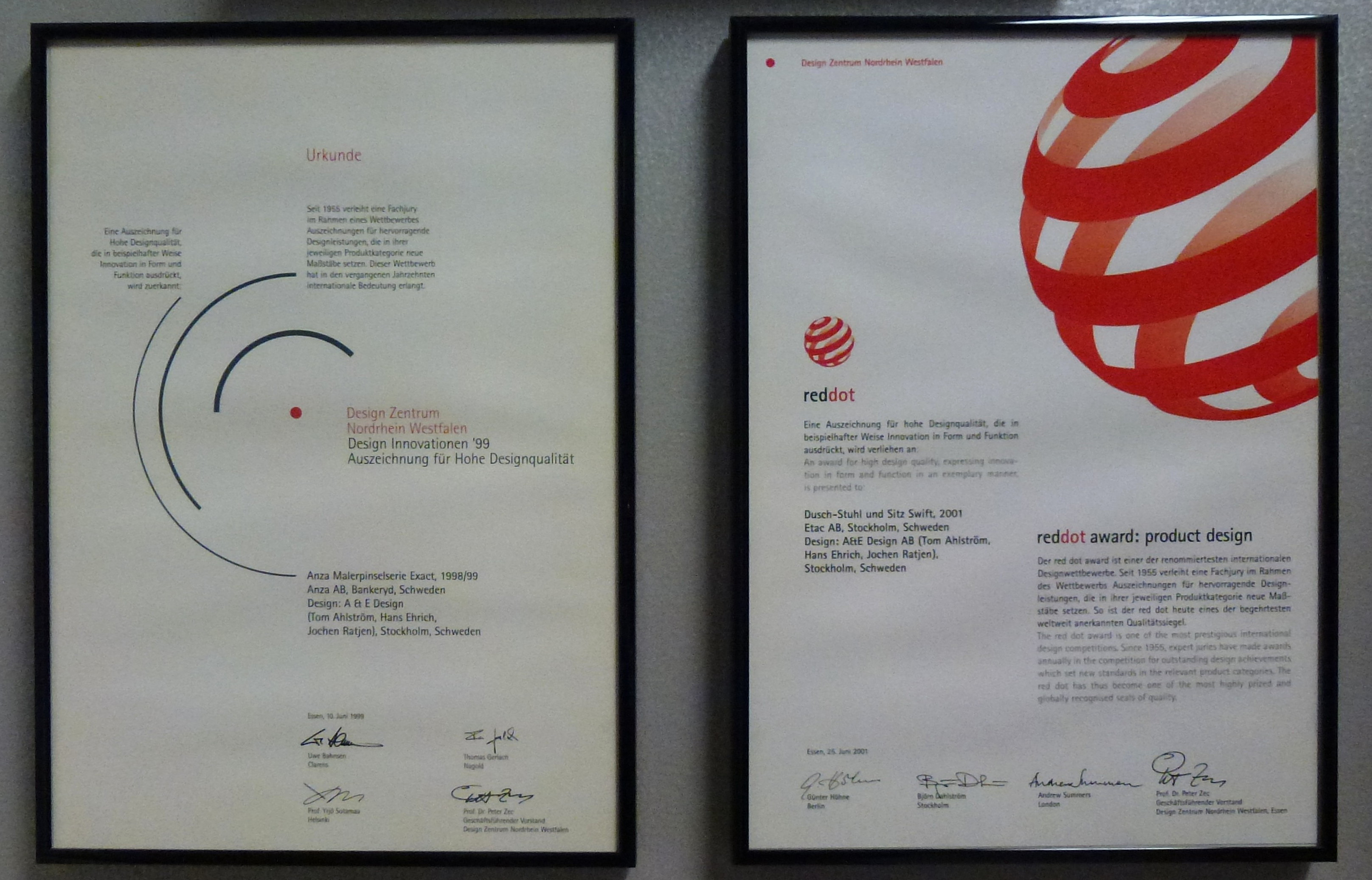
Red dot award för A&E Design.

Red Dot Design Award (1955–2000 under namnet Design Innovationen) är en internationell designutmärkelse för god formgivning, som utdelas årligen av tyska Design Zentrum Nordrhein Westfalen.
Varje år kan en designer eller ett företag lämna in arbeten till denna tävling. Red Dot Design Award tilldelas av en jury av sakkunniga. Arbeten som klassas "bra" får en red dot, för "excellenta" arbeten utdelas dessutom titeln "Best of the best". Alla premierade arbeten visas under minst ett år i Red Dot Design Museum i före detta pannhuset (Kesselhaus) i Zeche Zollverein i Essen. 
Bland svenska företag som erhållit Red Dot Design Award kan nämnas Plejd, Elektron Music Machines, TePe, Radja Sound Design Agency, SKARG, A&E Design, Blå Station, LOTS Design, Veryday, Myra Industriell Design, No Picnic, Atlas Copco, Volvo Construction Equipment, Idesign, XSense, Doro, Designit, Crescent och Axis. Svensktillverkade vitlöksrivaren Garlicard fick 2013 utmärkelse i kategorin produktdesign.
År 2017 fick svenska Solar Egg titeln Best of the best.

## Kategorier
Utmärkelsen utdelas i tre kategorier: product design, communication design och design concept:
- Product design utges av Design Zentrum Nordrhein-Westfalen sedan 1955. Hit hör bland annat produkter för hushåll, bostad, sport, fritid och kontor, samt mode, hantverk och arkitektur.
- Communication design utges sedan 1993 för områden inom bland annat information, reklam, förpackning, affischer samt film och TV.
- Design concept utges sedan år 2005 och organiseras av Red Dot Design Museum i Singapore.

## Bilder från designmuseet

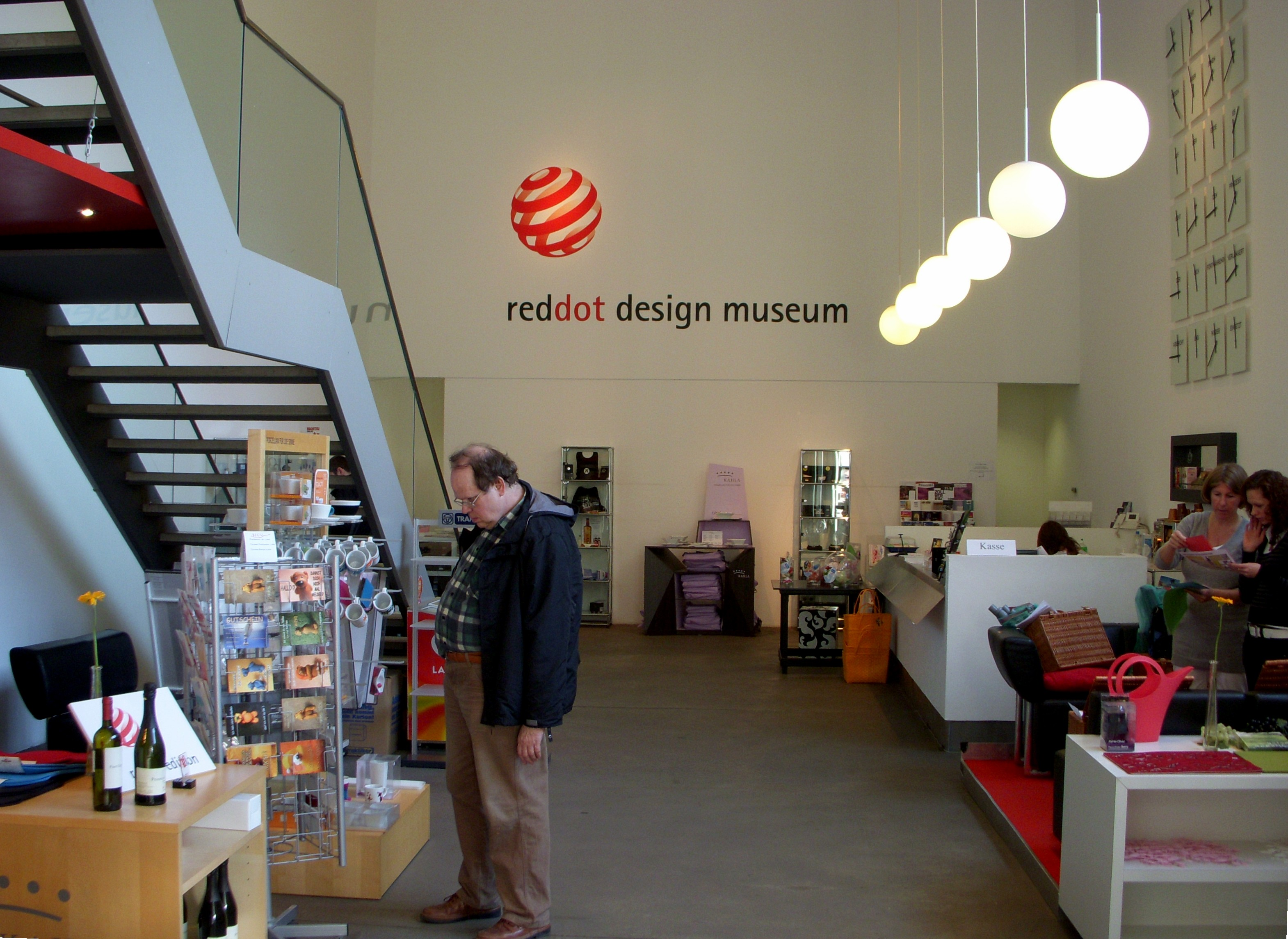
Museishop.
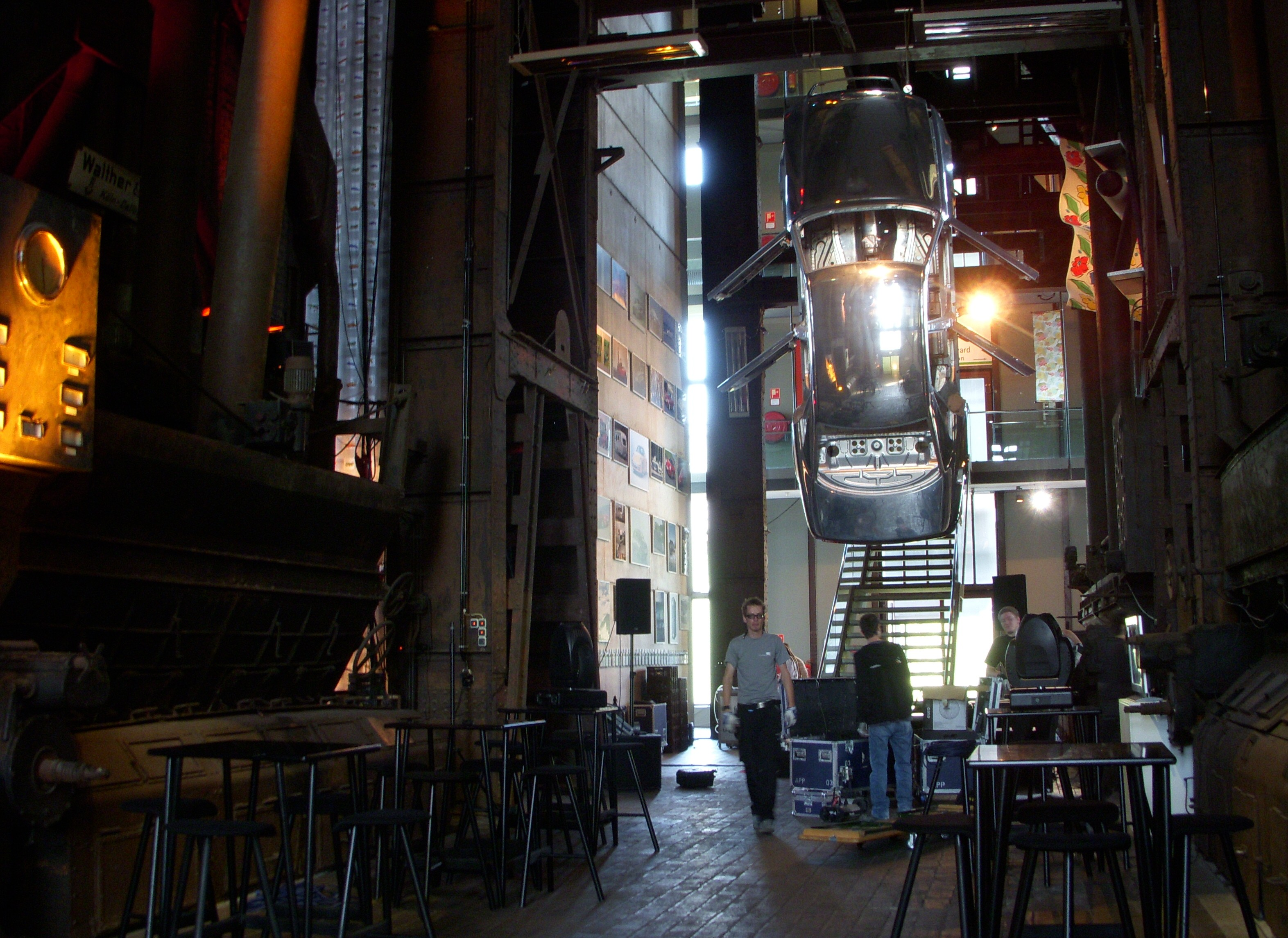
Huvudhallen.
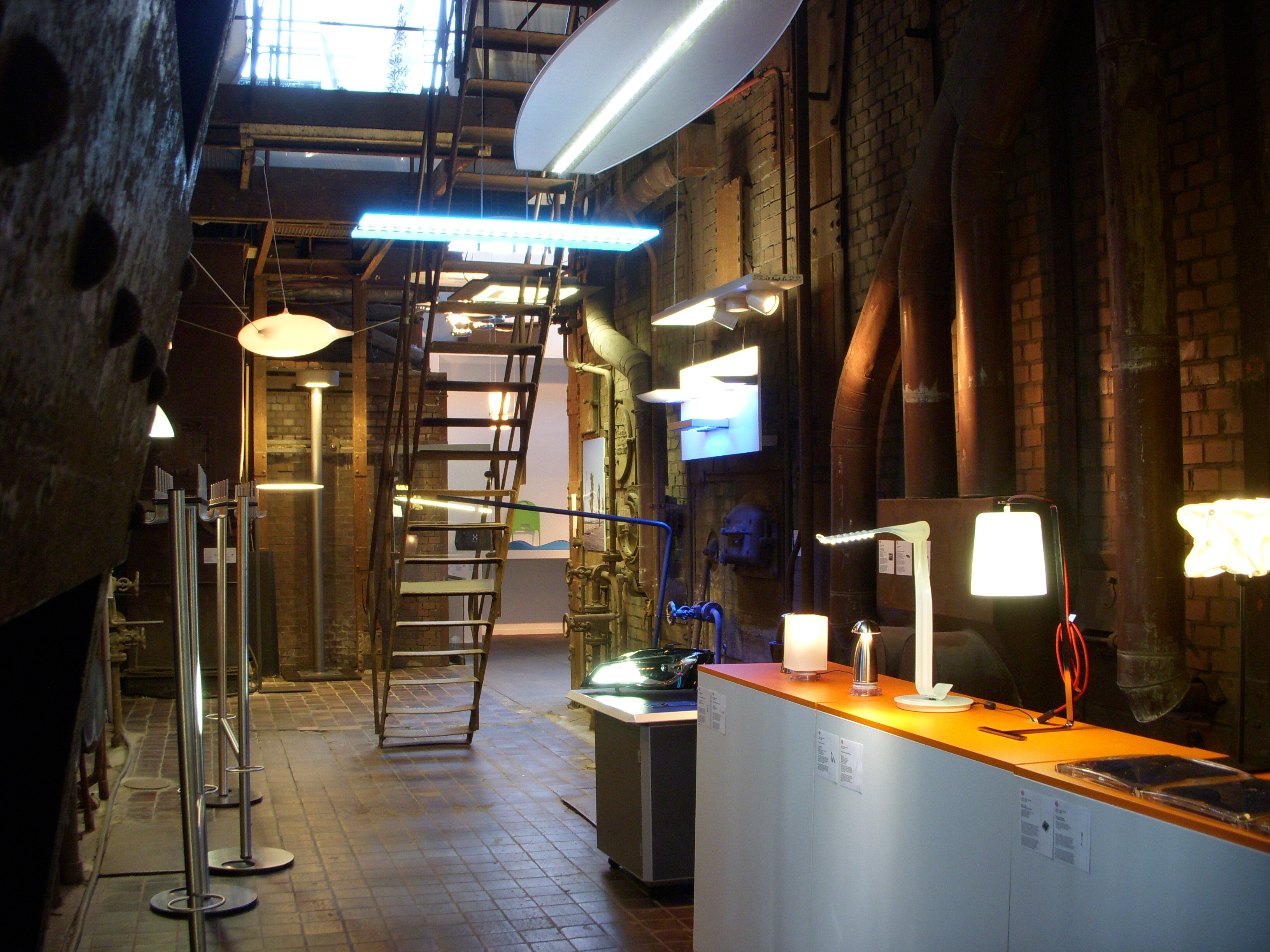
Utställning om belysning, 2008.
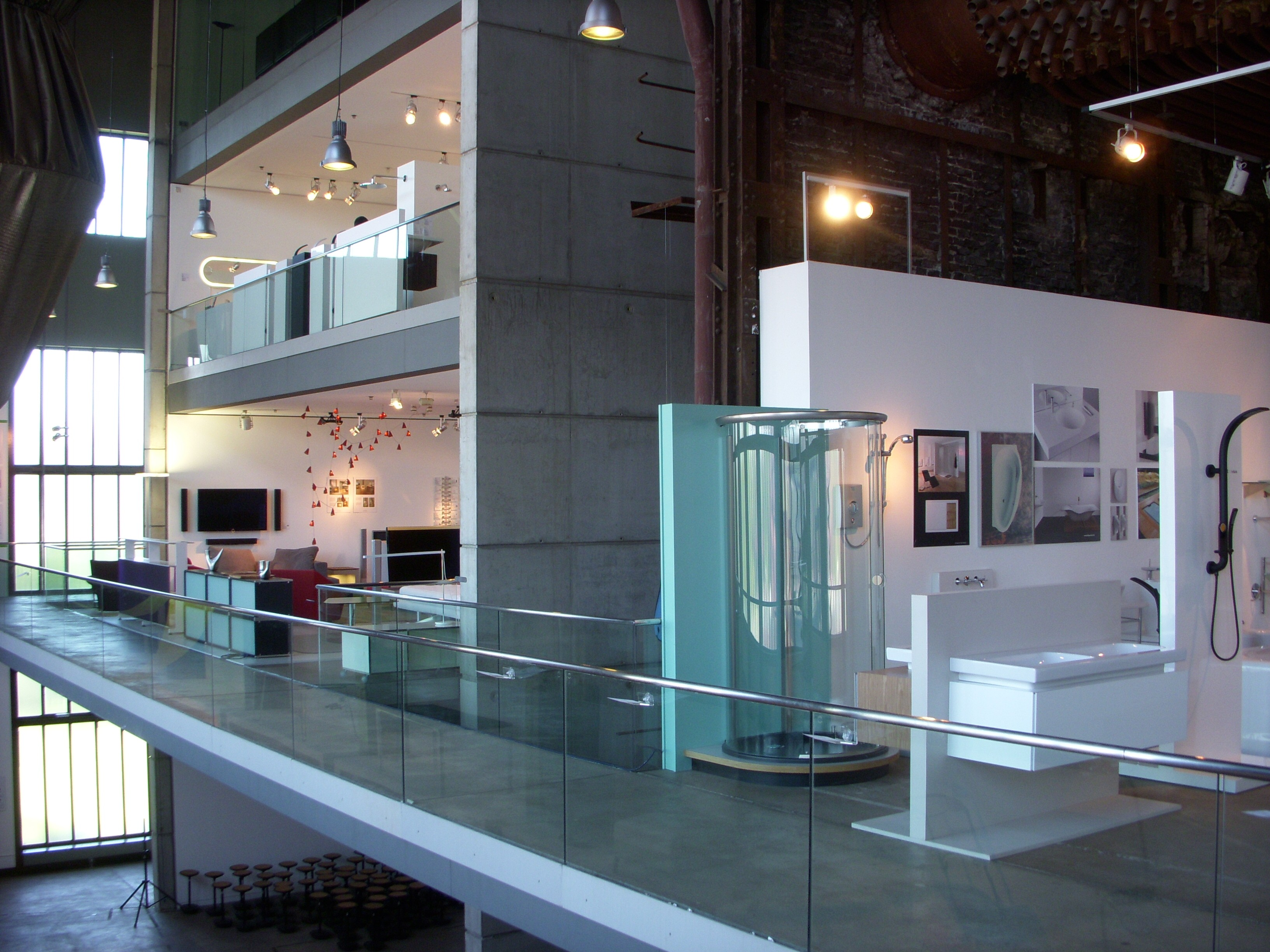
Utställning om bostad, 2008.